# 森林站
森林站（羅馬化：Lesnaya）是聖彼得堡地鐵基洛夫－維堡線的一個車站。森林站開通於1975年4月22日，位於地下64米處。